# 3e étape du Tour d'Italie 2010
Pour un article plus général, voir Tour d'Italie 2010.

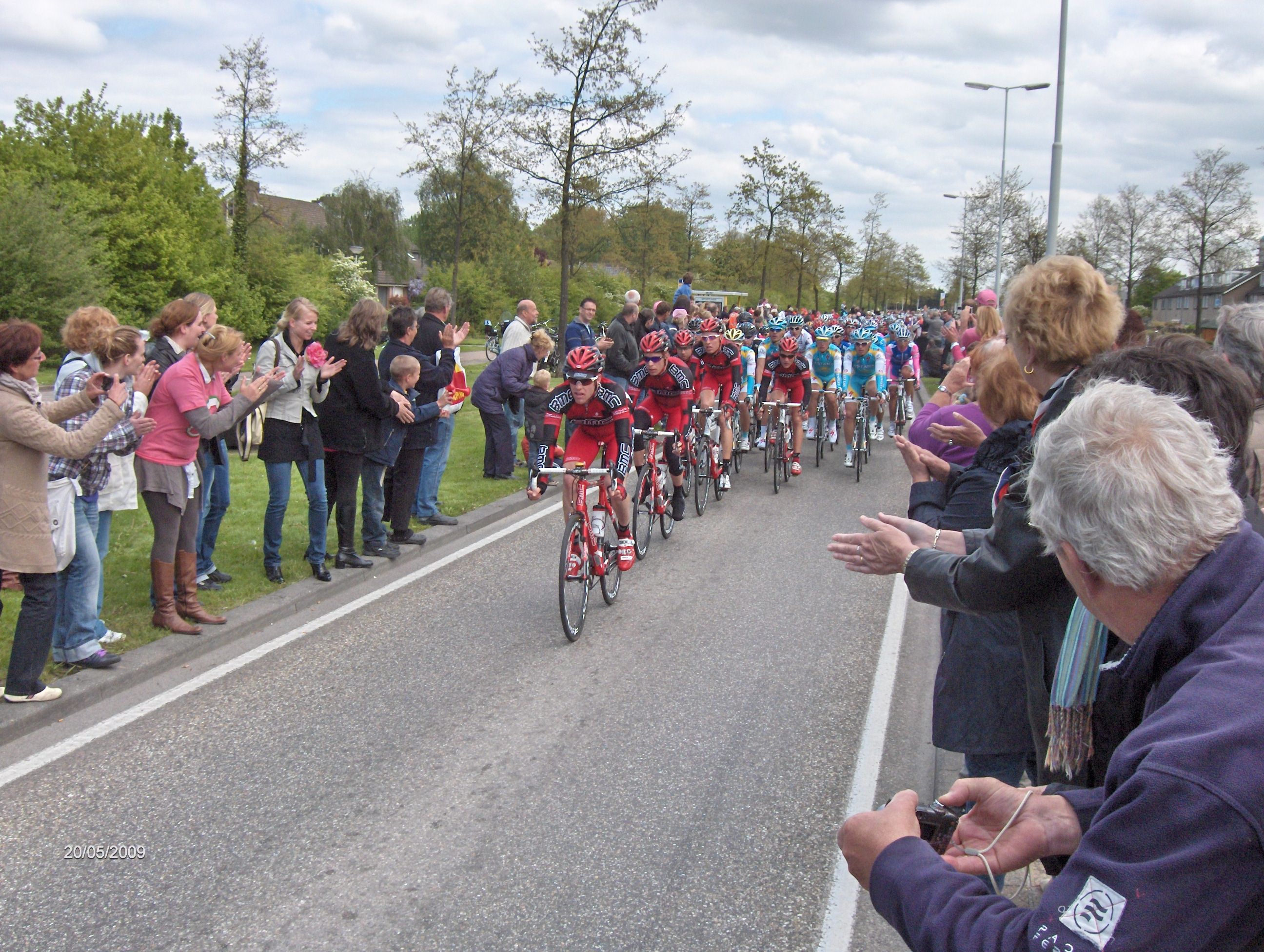
L'équipe BMC qui emmène le peloton lors de cette étape.

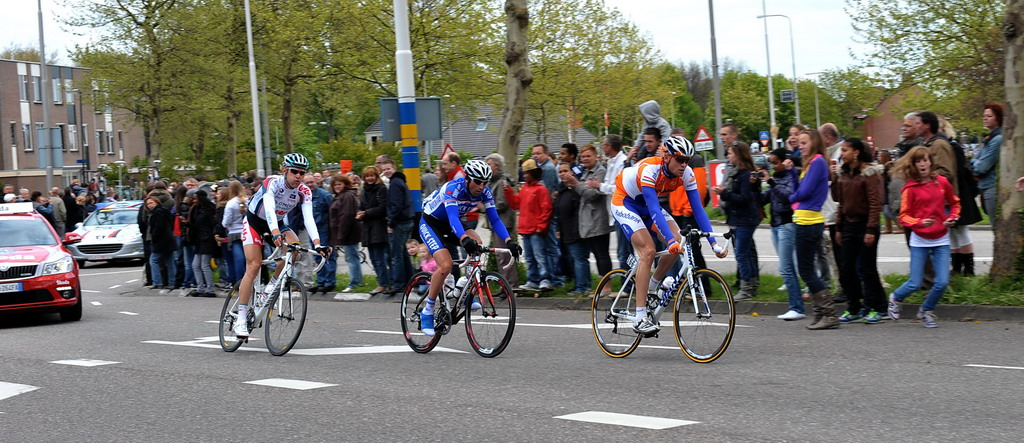
L'échappée du jour.

La 3e étape du Tour d'Italie 2010 s'est déroulée le lundi 10 mai 2010 entre Amsterdam et Middelbourg sur 224 kilomètres. Elle a été remportée par le Belge Wouter Weylandt (Quick Step), qui règle au sprint un groupe d'une trentaine de coureurs. Il devance l'Australien Graeme Brown (Rabobank) et l'Allemand Robert Förster (Team Milram).

## Profil de l'étape
Une étape assez longue, mais extrêmement plate, et donc a priori destinée aux sprinters. La forte exposition au vent peut néanmoins rendre l'étape plus compliquée qu'il n'y parait.

## La course
Olivier Kaisen  (Omega Pharma-Lotto), Jérôme Pineau (Quick Step) et Tom Stamsnijder (Rabobank) s'échappent 2 km après le départ. Ils restent en tête de la course pendant 132 km et comptent une avance maximale de huit minutes. Ils sont repris par le peloton à 90 km de l'arrivée, au bord de la mer du Nord. Sous l'effet d'un fort vent de côté et d'une vitesse élevée, le peloton se scinde en plusieurs groupes à 80 km de l'arrivée. Les Italiens Damiano Cunego, Gilberto Simoni (Lampre-Farnese Vini) et Domenico Pozzovivo (Colnago-CSF Inox) sont les principaux coureurs piégés dans les groupes retardés. Le groupe de Cunego, emmené par des coureurs des équipes Team HTC-Columbia et Team Sky, parvient cependant à rattraper le peloton à 35 km de Middelbourg.
En fin d'étape, de nouvelles cassures surviennent dans le peloton, ainsi que de chutes. L'Américain Christian Vande Velde (Garmin-Transitions) est ainsi contraint d'abandonner, souffrant d'une fracture de la clavicule. Il avait déjà du quitter le Tour d'Italie 2009 à la suite d'une chute. À une dizaine de kilomètres de l'arrivée, plusieurs coureurs de l'équipe Team Sky tombent. Moins de trente coureurs restent dans le groupe de tête. Le porteur du maillot rose, Cadel Evans (BMC Racing) est retardé.
Le premier groupe est emmené par Adam Hansen (Team HTC-Columbia). À l'approche de l'arrivée, ses coéquipiers lancent le sprint d'André Greipel. Celui-ci ne parvient cependant pas à garder la roue de Matthew Goss. Le Belge Wouter Weylandt (Quick Step) gagne l'étape devant Graeme Brown (Rabobank) et Robert Förster (Team Milram).
Evans, Cunego et Carlos Sastre (Cervélo TestTeam) arrivent dans un groupe de 24 coureurs 46 secondes plus tard, et Bradley Wiggins (Team Sky) termine l'étape avec cinq de ses coéquipiers avec 4 minutes de retard. Une peloton de 120 coureurs, comprenant notamment Gilberto Simoni, Domenico Pozzovivo et Marzio Bruseghin (Caisse d'Épargne), passe la ligne d'arrivée huit minutes après le vainqueur.
Alexandre Vinokourov, arrivé dans le premier groupe, profite du retard pris par Evans et Tyler Farrar (Garmin-Transitions). Il s'empare du maillot rose. Il devance Richie Porte (Team Saxo Bank) et David Millar (Garmin-Transitions) au classement général. Evans recule à la 24e place, à 46 secondes de Vinokourov. Graeme Brown prend la tête du classement par points. Paul Voss (Team Milram) et Richie Porte conservent leurs maillots rouge et blanc,,,

## Classement de l'étape
|    | Coureur              | Pays        | Équipe              |    | Temps           |
| -- | -------------------- | ----------- | ------------------- | -- | --------------- |
| 1  | Wouter Weylandt      | Belgique    | Quick Step          | en | 5 h 00 min 06 s |
| 2  | Graeme Brown         | Australie   | Rabobank            | +  | m.t.            |
| 3  | Robert Förster       | Allemagne   | Team Milram         |    | m.t.            |
| 4  | Danilo Hondo         | Allemagne   | Lampre-Farnese Vini |    | m.t.            |
| 5  | Adam Blythe          | Royaume-Uni | Omega Pharma-Lotto  |    | m.t.            |
| 6  | André Greipel        | Allemagne   | Team HTC-Columbia   |    | m.t.            |
| 7  | Linus Gerdemann      | Allemagne   | Team Milram         |    | m.t.            |
| 8  | Vincenzo Nibali      | Italie      | Liquigas-Doimo      |    | m.t.            |
| 9  | Thomas Rohregger     | Autriche    | Team Milram         |    | m.t.            |
| 10 | Alexandre Vinokourov | Kazakhstan  | Astana              |    | m.t.            |

## Classement général
|    | Coureur              | Pays        | Équipe             |    | Temps            |
| -- | -------------------- | ----------- | ------------------ | -- | ---------------- |
| 1  | Alexandre Vinokourov | Kazakhstan  | Astana             | en | 10 h 07 min 18 s |
| 2  | Richie Porte         | Australie   | Team Saxo Bank     | +  | 0 s              |
| 3  | David Millar         | Royaume-Uni | Garmin-Transitions |    | 1 s              |
| 4  | Vincenzo Nibali      | Italie      | Liquigas-Doimo     |    | 5 s              |
| 5  | Marcel Sieberg       | Allemagne   | Team HTC-Columbia  |    | 7 s              |
| 6  | Matthew Goss         | Australie   | Team HTC-Columbia  |    | 10 s             |
| 7  | André Greipel        | Allemagne   | Team HTC-Columbia  |    | 10 s             |
| 8  | Linus Gerdemann      | Allemagne   | Team Milram        |    | 12 s             |
| 9  | Stefano Garzelli     | Italie      | Acqua & Sapone     |    | 15 s             |
| 10 | Pieter Weening       | Pays-Bas    | Rabobank           |    | 16 s             |

## Abandon
- Christian Vande Velde (Garmin-Transitions)